# NL-Alert

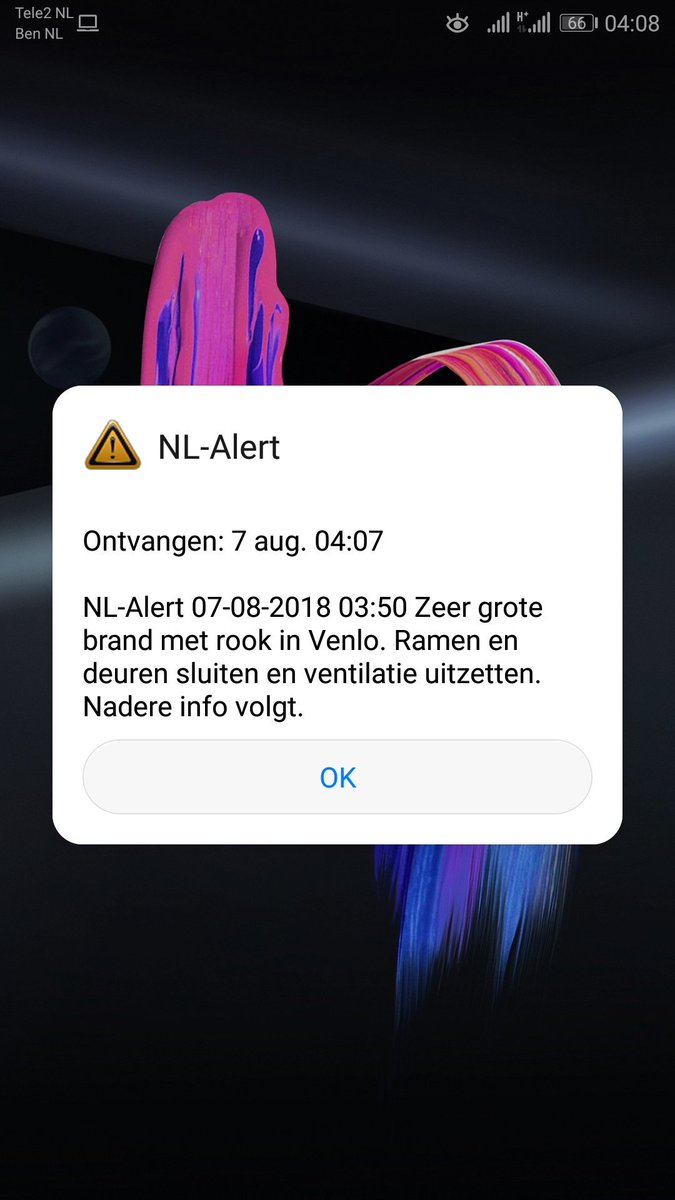
NL-Alert brand Venlo 7 augustus 2018

NL-Alert is het alarmmiddel van de Nederlandse overheid voor waarschuwingen bij levensbedreigende situaties en gezondheidsbedreigende situaties. Het is hiermee een opvolger van het uit de Koude Oorlog stammende luchtalarm. Het NL-Alert is een tekstbericht dat wordt uitgezonden door de zendmasten van Nederlandse telecomproviders naar mobiele telefoons in een bepaald gebied. Het bericht wordt ook getoond op digitale reclameschermen en reisinformatieschermen van trein, bus, tram en metro. Voor NL-Alert is geen smartphone nodig; ook mobiele telefoons zonder internet-toepassingen ontvangen het bericht. In ieder NL-Alert-bericht staat wat er aan de hand is, wat de ontvangers moeten doen en waar zij informatie en updates kunnen vinden. In maart 2024 maakte het Ministerie van Justitie en Veiligheid bekend van plan te zijn het luchtalarm vanaf 2025 helemaal te vervangen door NL-alert, aangezien de dekking hiervan veel hoger is en de kosten lager.
In België wordt dit alarmmiddel ook gebruikt om de bevolking te waarschuwen voor bovengenoemde situaties. De Belgische versie heeft de naam BE-Alert.

## Geschiedenis
Op 8 november 2012 is het systeem landelijk in gebruik genomen. Het werd voor het eerst ingezet bij een brand in Tolbert op 14 december 2012. De tweede keer was op 20 januari 2013 bij een brand in Meppel. Tot december 2020 is NL-Alert bijna duizend keer ingezet.
Op 3 december 2018 was NL-Alert voor het eerst te zien op veel digitale vertrekborden bij haltes van bus, tram en metro.
- 3 december 2018 - 2% van de Nederlandse bevolking van 12 jaar en ouder zagen het NL-Alert controlebericht op de digitale vertrekborden.[7]
- 2 december 2019 - 2% van de Nederlandse bevolking van 12 jaar en ouder zagen het controlebericht op de digitale vertrekborden en 1% op digitale reclameschermen.[8]
- 7 december 2020 - idem

## Bereik
Tijdens een ramp, ernstig incident of crisis bepaalt de overheid in welk gebied het wordt uitgezonden. Alle zendmasten die bereik hebben in het gebied, zenden het NL-Alert uit. Deze techniek heet cell broadcast. Door bepaalde zendmasten in een mobiel netwerk wel en andere niet te activeren is het mogelijk een NL-Alert in een geografisch gebied uit te zenden, maar ook in het gehele land. De zogenaamde free-to-air cell-broadcastberichten zijn door alle mobiele telefoons die verbonden zijn met zendmasten die het NL-Alert uitzenden, te ontvangen. Cell broadcast is een communicatiekanaal tussen het mobiele netwerk en de mobiele telefoon dat onafhankelijk werkt van andere communicatiekanalen als SMS of internet. NL-Alert is daardoor ongevoelig voor overbelasting op het mobiele telefonienetwerk. Het is met cell broadcast alleen mogelijk te communiceren van het mobiele netwerk naar de mobiele telefoon en niet vice versa. De overheid kan dan ook niet zien welke mobiele telefoon NL-Alert heeft ontvangen.
Het ontvangen van NL-Alert is gratis. Mensen kunnen een NL-Alert ontvangen wanneer de telefoon is verbonden met het mobiele netwerk van een Nederlandse provider. Vrijwel alle telefoons zijn standaard ingesteld om deze te ontvangen. Ieder half jaar zendt de overheid het landelijke controlebericht uit (op de eerste maandag van juni en op de eerste maandag van december). Met het uitzenden van dit bericht vergroot de overheid de bekendheid en wordt de bevolking erop geattendeerd dat NL-Alert voor hen persoonlijk relevant is als alarmmiddel in het geval van een ramp, crisis of ernstig incident. In de aanloop naar de uitzending het controlebericht zendt de overheid op radio en TV speciale reclamespotjes van NL-Alert uit om mensen hiervoor te waarschuwen. 
Het bereik van NL-Alert is over de jaren heen toegenomen. Het controlebericht dat op 7 december 2020 is uitgezonden, werd ontvangen door bijna 9 op de 10 Nederlanders van 12 jaar en ouder (89%). Van mensen van 75 jaar en ouder heeft 73% het controlebericht ontvangen op hun mobiele telefoon.

### Ontwikkeling
- 7 december 2015 - 49% van de Nederlandse bevolking van 12 jaar en ouder[10]
- 6 juni 2016 - 57% van de Nederlandse bevolking van 12 jaar en ouder[11]
- 5 december 2016 - 60% van de Nederlandse bevolking van 12 jaar en ouder[12]
- 3 juli 2017 - 63% van de Nederlandse bevolking van 12 jaar en ouder[13]
- 4 december 2017 - 69% van de Nederlandse bevolking van 12 jaar en ouder[14]
- 4 juni 2018 - 67% van de Nederlandse bevolking van 12 jaar en ouder[15]
- 3 december 2018 - 74% van de Nederlandse bevolking van 12 jaar en ouder[16]
- 3 juni 2019 - 78% van de Nederlandse bevolking van 12 jaar en ouder[17]
- 2 december 2019 - 85% van de Nederlandse bevolking van 12 jaar en ouder[18]
- 8 juni 2020 - 90% van de Nederlandse bevolking van 12 jaar en ouder[19]
- 7 december 2020 - 89% van de Nederlandse bevolking van 12 jaar en ouder[9]

### Bereik in geval van grootschalige stroomstoring
Het NL-Alert-systeem is afhankelijk van de werking van mobiele zendmasten en de volledige dekking van het getroffen gebied tijdens een crisismoment. Mobiele zendmasten zijn afhankelijk van een werkende elektriciteitsvoorziening om te werken. Daardoor is NL-Alert voor slechts een korte tijd beschikbaar in het geval van een grootschalige stroomstoring. In 2023 bleek uit een rondgang van NU.nl dat de drie grote providers KPN, Odido (destijds nog T-Mobile), en Vodafone in het geval van een stroomstoring al hun zendmasten maximaal drie uur van noodstroom kunnen voorzien.
Door de Nationaal Coördinator Terrorismebestrijding en Veiligheid (NCTV) wordt in het Nationaal Crisisplan Elektriciteit gesteld dat NL-Alert voor slechts twee uur bruikbaar is om burgers van informatie te voorzien. De meeste zendmasten hebben een noodstroomvoorziening die tot twee uur bruikbaar is. Slechts enkele zendmasten zijn voorzien van zogeheten "Diesel No-break" systemen die een zendmast van twee tot vijf uur na de stroomuitval kunnen voorzien van stroom, mits er diesel aanwezig is. De dekking van deze zendmasten is echter niet voldoende om het hele land te kunnen bedienen.
Na twee uur wordt NL-Alert niet meer beschouwd als een bruikbaar systeem om alle burgers te informeren. Vanaf dat moment zullen volgens het Nationaal Crisisplan Elektriciteit alternatieve kanalen worden gebruikt, zoals FM en DAB radio, het waarschuwingsstelsel, en geluidswagens. Er is op te merken dat het waarschuwingsstelsel wordt benoemd als alternatief op NL-Alert, ondanks dat deze wordt uitgefaseerd. In het geval van een langdurige stroomstoring kan het luchtalarm voor minimaal zeven dagen blijven werken.